# ポルシェ・エクスペリエンスセンター
ポルシェ・エクスペリエンスセンター（英: Porsche Experience Center）は、ポルシェが世界各地で運営する運転体験施設の総称。

## 概要
ポルシェがスポーツドライビングおよびブランド体験施設として運営する施設で、敷地内にはドライビングシミュレーター、各種講習施設、カフェなどを備える。実際にポルシェ車を用いて高速走行が行えるトラック（既存のサーキットに併設されている場合もある）もあり、実車を有償でレンタルしてトラックを走行することが可能で、ポルシェ車の購入を検討しているユーザへのセールスプロモーションとしての役割も持っている。

## 施設一覧
2021年現在は以下の9箇所で展開されている（建設中のものも含む）。
- アトランタ（アメリカ合衆国）[2]
- ロサンゼルス（アメリカ合衆国）[3]
- 上海（中華人民共和国）[4]
- ル・マン（フランス）[5]
- シルバーストーン（イギリス）[4]
- ライプツィヒ（ドイツ）[4]
- ホッケンハイムリンク（ドイツ）[6]
- フランチャコルタ（イタリア）[7]
- 木更津市（日本）[1]

## ポルシェ・エクスペリエンスセンター東京
千葉県木更津市に所在する。2021年10月1日に正式オープン。

### 概要
ポルシェジャパンは世界9番目となる運転体験施設「エクスペリエンスセンター」を首都圏に建設すべく、2017年（平成29年）4月に各地の自治体に候補地の紹介を打診。その結果、千葉県知事（当時）の森田健作から紹介があった同県木更津市伊豆島地区に進出することを2018年（平成30年）12月に発表した。2019年（令和元年）12月に開発が許可され、2021年（令和3年）10月1日に正式オープン予定とされた。木更津を選んだ理由について、ポルシェジャパンは「海外からの集客も考え、東京から近く、羽田空港から30分程でアクセスできることやそれなりの広さの土地が用意できることだった」とコメントしており、国内の富裕層やアジア・オセアニアからの海外客など、年間1万人の来場を見込んでいる。
尚、オープンに合わせてセンター沿いを走る木更津市道125号線の一部がネーミングライツにより「ポルシェ通り」（ポルシェ　ストラッセ、Porsche Strasse）と名付けられた。契約期間は2021年10月1日から2026年9月30日までの5年間である。